# Clark Adams Building
El Clark Adams Building, también conocido como el Bankers Building, es un rascacielos ubicado en 105 West Adams Street en Chicago, en el estado de Illinois (Estados Unidos). El edificio fue diseñado por los hermanos Burnham, quienes diseñaron otros edificios en Chicago, como el Carbide and Carbon Building. El edificio mide 145,09 metros de altura y tiene 41 pisos. La construcción del edificio Clark Adams comenzó en 1926 y se completó en 1927. Fue diseñado por el estudio de arquitectura Burnham Brothers.